# HD101268
HD101268 — хімічно пекулярна зоря спектрального класу
A8 й має видиму зоряну величину в смузі V приблизно  9,5.